# Milan Brujić
Milan Brujić (ur. 3 października 1937, zm. 22 lutego 2009 w Belgradzie) – serbski scenarzysta i pisarz. 
Brujić urodził się w miejscowości Vrhovine w okolicach Jezior Plitwickich, dzieciństwo spędził w Banacie. Studiował filozofię na uniwersytecie w Belgradzie a później rozpoczął pracę w telewizji.
Jest autorem wielu scenariuszy telewizyjnych (m.in. do serialu telewizyjnego dla młodzieży pt. „Hiljadu zašto”, pol. Tysiąc razy czemu), a także kilku książek, adresowanych do dzieci i młodzieży, jak również poświęconych dzieciom i literaturze dziecięcej. 
W przekładzie na język polski ukazała się powieść Dzikie lata, która powstała na podstawie scenariuszy telewizyjnych; tłum. Ewa Getter, Warszawa 1979.